# 伊莉莎白·阿爾貝汀 (薩克森-希爾德布格豪森)
伊莉莎白·阿爾貝汀（德語：Elisabeth Albertine，1713年8月4日—1761年6月29日），薩克森-希爾德布格豪森公爵恩斯特·腓特烈一世的女兒，母親是埃爾巴赫-埃爾巴赫的索菲亞·阿爾貝汀，她是英國維多利亞女王的曾祖母。

## 家庭
1735年，伊莉莎白·阿爾貝汀與梅克倫堡-施特雷利茨的卡爾·路德維希·腓特烈結婚，兩人共有4子2女：
1. 克莉絲蒂安妮（英语：Duchess Christiane of Mecklenburg）（1735年—1794年）
2. 阿道夫·腓特烈（1738年—1794年）
3. 卡爾（1741年—1816年）
4. 恩斯特·戈特洛布（英语：Duke Ernest Gottlob of Mecklenburg）（1742年—1814年）
5. 夏洛特（1744年—1818年）
6. 格奧爾格·奧古斯特（英语：Duke George Augustus of Mecklenburg）（1748年—1785年）